# أرض السلام (فلم)
أرض السلام فيلم حربي درامي مصري من إنتاج عام 1957 وإخراج كمال الشيخ، الفيلم من بطولة عمر الشريف وفاتن حمامة، واللهجة المستخدمة في الفيلم هي اللهجة الفلسطينية.

## قصة الفيلم
الفيلم يتخذ من فلسطين مكانا للأحداث ويصور حياة مناضلين من أجل الحرية يحاولون تحرير قريتهم من سيطرة الإسرائيليين. أحمد (عمر الشريف) وهو مناضل مصري ينتهي به المطاف في هذه القرية حيث يلتقي بسلمى (فاتن حمامة) وهي فتاة من القرية، ومعا يحاولان إنقاذ الفلسطينيين وينجوان من المخاطر. تتطور علاقة صداقتهما إلي قصة حب ومن ثم يتزوجان.

## بطولة
- فاتن حمامة في دور سلمي.
- عمر الشريف في دور أحمد.
- توفيق الدقن في دور خالد.
- عبد السلام النابلسي في دور حمدان.
- عبد الوارث عسر في دور مازن (والد سلمى).
- فاخر فاخر في دور عبد الكريم.
- فايدة كامل في دور الجارة والمغنية.
- إحسان شريف في دور رقية.
- صلاح نظمي في دور القائد.
- سليمان الجندي في دور مصطفى.
- حسن حامد في دور جبريل.

## فريق العمل

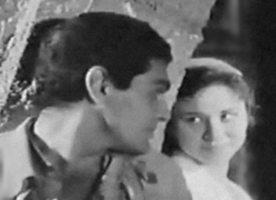
مشهد من الفيلم

- إخراج: كمال الشيخ.
- قصة: حلمي حليم.
- سيناريو وحوار: علي الزرقاني.
- إنتاج: حلمي حليم.
- توزيع: شركة الشرق.
- مونتاج: أميرة فايد، علوي فايد.
- موسيقى تصويرية: محمد الموجي.
- مدير التصوير: محمود نصر.

## وصلات خارجية
- صفحة الفيلم في قاعدة بيانات الأفلام العربية
- أرض السلام على موقع IMDb (الإنجليزية)
- أرض السلام على موقع الدهليز
- أرض السلام على موقع قاعدة بيانات الأفلام العربية
- أرض السلام على موقع قاعدة بيانات الفيلم (الإنجليزية)
- أرض السلام على موقع ليتربوكسد (الإنجليزية)
- أرض السلام على موقع كينوبويسك (الروسية)